# Liste des conjoints des souverains écossais

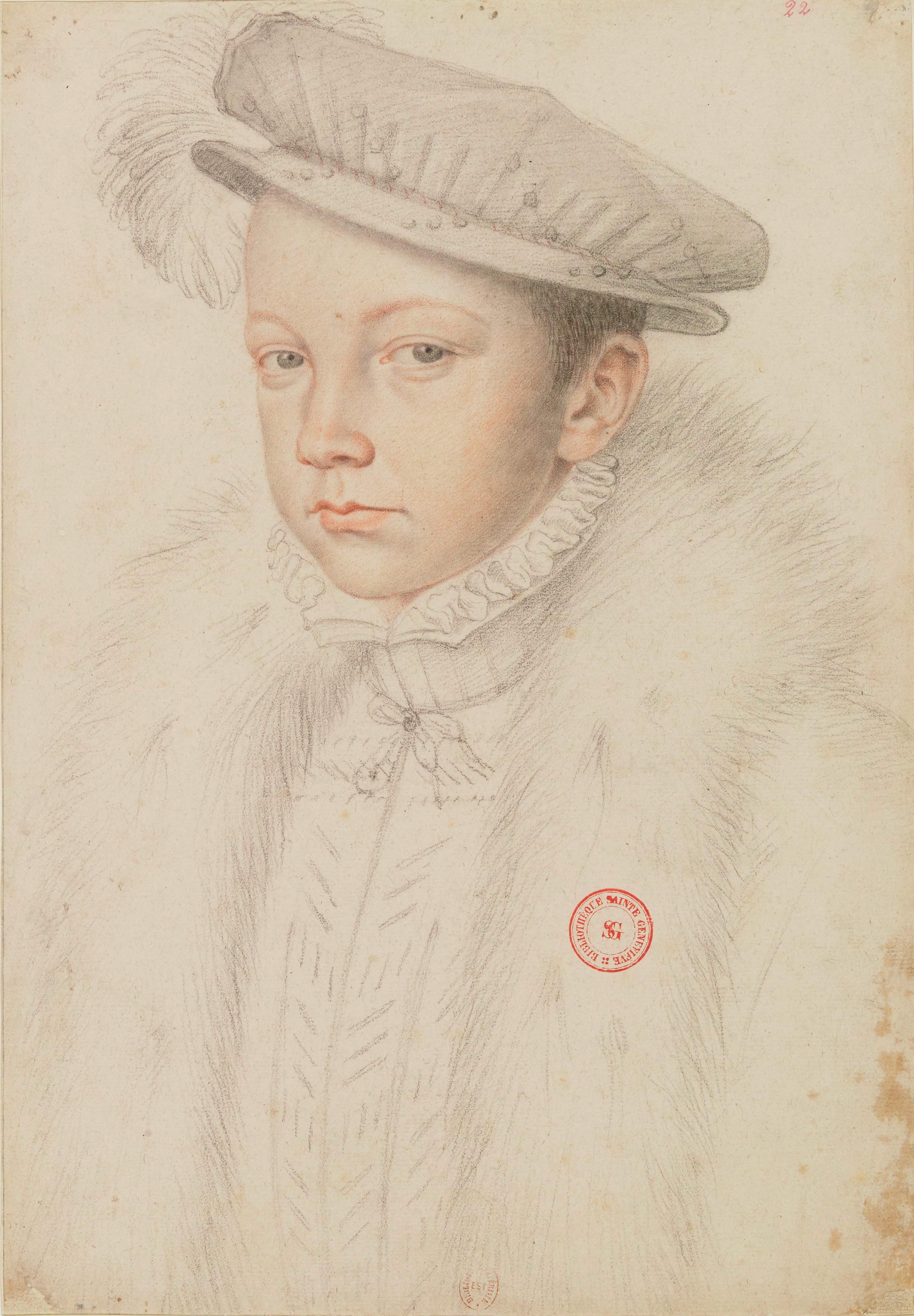
François II de France, roi d'Écosse, époux de Marie Stuart (1560).

Cette page donne la liste des conjoints des souverains écossais. Les épouses des rois d'Écosse ont toutes reçu le titre de reine. Cependant les conjoints des reines régnantes (moins nombreuses que les rois) n'ont pas toujours eu le titre de roi. Leurs titres ont varié selon les circonstances du règne de leurs conjointes : certains ont reçu le titre de roi, d'autre celui de prince d'Écosse. Le terme de consort, aujourd'hui couramment utilisé en anglais pour désigner les époux des souverains, est inédit pour la période où l'Écosse existait en tant que royaume. Par commodité, on l'emploie parfois pour désigner essentiellement les époux des reines d'Écosse. Ce terme de « roi consort » est toutefois impropre pour la plupart d'entre eux, qui ont pleinement exercé le rôle de rois d'Écosse, jure uxoris, comme ce fut le cas notamment de François II de France. En 1707, les royaumes d'Angleterre et d'Écosse fusionnent pour devenir le royaume de Grande-Bretagne mettant fin à l'existence d'un royaume indépendant.
- Après 1707, voir Liste des conjoints des souverains britanniques
- Pour leur conjoint, voir Liste des monarques d'Écosse

## Liste des reines et princes consorts écossais

### Sous la maison de Dunkeld (1034-1286)
| Portrait                                     | Nom                                                           | Dates                     | Conjoint          | Remarques |
| -------------------------------------------- | ------------------------------------------------------------- | ------------------------- | ----------------- | --- |
|                                              | Gruoch                                                        | 1040 ? – 1057 ?           | Macbeth           | Fille d'un certain Boite mac Cináeda, peut-être le fils du roi Kenneth II ou Kenneth III, elle épouse Macbeth à une date inconnue après la mort de son premier mari, le mormaer de Moray Gillacomgain mac Maelbrigte, en 1032. Elle n'a pas d'enfants de son deuxième mariage, mais son fils avec Gillacomgain, Lulach, succède brièvement à Macbeth en 1057. |
|                                              | Ingibiorg Finnsdottir                                         | vers 1065 ? – vers 1069 ? | Malcolm III       | Fille du noble norvégien Finn Arnesson, elle épouse Malcolm à une date inconnue après la mort de son premier mari, le jarl des Orcades Thorfinn Sigurdsson, survenue vers 1065. Elle a un fils avec Malcolm, Duncan II, avant d'être répudiée ou de mourir vers 1069.                                                                                         |
| Portrait imaginaire de Marguerite de Wessex. | Marguerite de Wessex (vers 1046 – 16 novembre 1093)           | 1069/1070 – 1093          | Malcolm III       | Fille du prince anglais Édouard l'Exilé et d'Agathe, elle épouse Malcolm en 1069 ou en 1070. Ils ont huit enfants, dont Edmond, Ethelred, Edgar, Alexandre Ier, Mathilde, Marie et David Ier. Elle meurt de chagrin trois jours après son mari. Elle est canonisée en 1250 et devient la sainte patronne de l'Écosse.                                         |
|                                              | Ethelreda de Dunbar                                           | 1094                      | Duncan II         | Fille du comte Gospatrick de Northumbrie, elle épouse Duncan à une date inconnue. Ils ont un fils, William Fitzduncan. |
|                                              | Sibylle de Normandie (vers 1092 – 12/13 juillet 1122)         | ? – 1122                  | Alexandre Ier     | Fille illégitime du roi d'Angleterre Henri Ier et de sa maîtresse Sibylle Corbet, elle épouse Alexandre à une date inconnue. Ils n'ont pas d'enfants. |
|                                              | Maud de Huntingdon (vers 1070/1075 – 1130/1131)               | 1124 – 1130               | David Ier         | Fille du comte Waltheof de Northumbrie et de Judith de Lens, veuve de Simon de Senlis, elle épouse David vers 1112. Ils ont quatre enfants, dont Henri. |
|                                              | Ermengarde de Beaumont (vers 1170 – 11 février 1234)          | 1186 – 1214               | Guillaume le Lion | Fille du vicomte de Beaumont Richard et de Luce de Laigle, elle épouse Guillaume le 5 septembre 1186. Ils ont quatre enfants, dont Alexandre II, Marguerite et Isabelle. |
| Portrait imaginaire de Jeanne d'Angleterre.  | Jeanne d'Angleterre (22 juillet 1210 – 4 mars 1238)           | 1221 – 1238               | Alexandre II      | Fille du roi d'Angleterre Jean sans Terre et d'Isabelle d'Angoulême, elle épouse Alexandre le 19 juin 1221. Ils n'ont pas d'enfants. |
|                                              | Marie de Coucy (vers 1218 – 1285)                             | 1239 – 1249               | Alexandre II      | Fille du seigneur Enguerrand III de Coucy et de Marie de Montmirail, elle épouse Alexandre le 15 mai 1239. Ils ont un fils, Alexandre III. Après la mort du roi, le 8 juillet 1249, elle se remarie vers 1251 ou 1252 avec le bouteiller de France Jean d'Acre.                                                                                               |
| Portrait imaginaire de Marguerite.           | Marguerite d'Angleterre (29 septembre 1240 – 26 février 1275) | 1251 – 1275               | Alexandre III     | Fille du roi d'Angleterre Henri III et d'Éléonore de Provence, elle épouse Alexandre le 25 décembre 1251. Ils ont trois enfants, dont Marguerite et Alexandre. |
| Sceau de Yolande de Dreux.                   | Yolande de Dreux (vers 1269 – 2 août 1322)                    | 1285 – 1286               | Alexandre III     | Fille du comte Robert IV de Dreux et de Béatrice de Montfort, elle épouse Alexandre le 1er novembre 1285. Ils n'ont pas d'enfants. Après la mort du roi, le 19 mars 1286, elle se remarie avec le duc Arthur II de Bretagne. |

### Sous la maison de Bruce (1306-1371)
| Portrait                                    | Nom                                                     | Dates       | Conjoint   | Remarques | Blason                         |
| ------------------------------------------- | ------------------------------------------------------- | ----------- | ---------- | --- | ------------------------------ |
| Portrait imaginaire d'Élisabeth de Burgh.   | Élisabeth de Bourg (vers 1284 – 27 octobre 1327)        | 1306 – 1327 | Robert Ier | Fille du comte d'Ulster Richard le Comte Rouge et de Marguerite de Bourg, elle se marie en 1302 avec Robert, veuf d'Isabelle de Mar. Elle est sacrée en même temps que lui le 27 mars 1306. Ils ont quatre enfants, dont David II. | Blason d'Élisabeth de Burgh.   |
| Portrait imaginaire de Jeanne d'Angleterre. | Jeanne d'Angleterre (5 juillet 1321 – 7 septembre 1362) | 1329 – 1362 | David II   | Fille du roi d'Angleterre Édouard II et d'Isabelle de France, elle épouse David le 17 juillet 1328. Ils n'ont pas d'enfants. |                                |
|                                             | Marguerite Drummond (vers 1340 – vers 1375)             | 1364 – 1369 | David II   | Fille du thane Malcolm Drummond et de Marguerite Graham, veuve de John Loegie, elle épouse David le 20 février 1364, après avoir été sa maîtresse pendant plusieurs années. Ils n'ont pas d'enfants, ce qui incite le roi à divorcer d'elle le 20 mars 1369, décision annulée par le pape Urbain V. Elle survit à son mari et meurt à une date inconnue. | Blason de Marguerite Drummond. |

### Sous la maison Stuart (1371-1714)
| Portrait | Nom                                                              | Dates       | Conjoint          | Remarques | Blason                              |
| --- | ---------------------------------------------------------------- | ----------- | ----------------- | --- | ----------------------------------- |
| Portrait imaginaire d'Euphémie de Ross | Euphémie de Ross (1329 ou avant ? – 1388 ou 1389)                | 1371 – 1386 | Robert II         | Fille du comte de Ross Hugues et de Margaret Graham, veuve du comte de Moray John Randolph, elle se remarie le 2 mai 1355 avec Robert, veuf d'Élisabeth Muir. Ils ont quatre enfants, dont David et Walter. | Blason d'Euphémie de Ross.          |
| Portrait imaginaire d'Annabella Drummond. | Annabella Drummond (morte en 1401)                               | 1390 – 1401 | Robert III        | Fille du thane John Drummond et peut-être de Mary Montefichet, elle épouse Robert en 1367. Elle est sacrée avec lui le 14 août 1390. Ils ont sept enfants, dont David et Jacques Ier. | Blason de Marguerite Drummond.      |
| Portrait imaginaire de Jeanne Beaufort. | Jeanne Beaufort (vers 1404 – 15 juillet 1445)                    | 1424 – 1437 | Jacques Ier       | Fille du comte de Somerset Jean Beaufort et de Marguerite Holland, elle épouse Jacques le 12 février 1424. Ils ont huit enfants : Marguerite, Isabelle, Jeanne, Marie, Alexandre, Jacques II, Annabelle et Éléonore. Après la mort du roi, le 21 février 1437, elle se remarie en 1439 avec James Stewart de Lorn (en).                                                                             | Blason de Jeanne Beaufort.          |
| Portrait imaginaire de Marie d'Egmont. | Marie d'Egmont (1434 – 1er décembre 1463)                        | 1449 – 1460 | Jacques II        | Fille du duc de Gueldre Arnold d'Egmont et de Catherine de Clèves, elle épouse Jacques le 3 juillet 1449. Ils ont sept enfants, dont Jacques III, Marie, Alexandre, Marguerite et Jean. Après la mort du roi, le 3 août 1460, elle assure la régence au nom de leur fils Jacques III jusqu'à sa propre mort.                                                                                        | Blason de Marie d'Egmont.           |
| Portrait de Marguerite de Danemark. | Marguerite de Danemark (1456/1457 – 14 juillet 1486)             | 1469 – 1486 | Jacques III       | Fille du roi de Danemark Christian Ier et de Dorothée de Brandebourg-Kulmbach, elle épouse Jacques le 10 ou le 13 juillet 1469. Ils ont trois fils, dont Jacques IV et Jacques. | Blason de Marguerite de Danemark.   |
| Portrait de Marguerite Tudor. | Marguerite d'Angleterre (28 novembre 1489 – 18 octobre 1541)     | 1503 – 1513 | Jacques IV        | Fille du roi d'Angleterre Henri VII et d'Élisabeth d'York, elle épouse Jacques le 8 août 1503. Ils ont six enfants, dont Jacques, Arthur, Jacques V et Alexandre. Après la mort du roi, elle assure la régence au nom de leur fils Jacques V jusqu'à son remariage en 1514 avec le comte d'Angus Archibald Douglas. Divorcée en 1527, elle contracte un dernier mariage avec le baron Henry Stuart. | Blason de Marguerite Tudor.         |
| Portrait de Madeleine de Valois. | Madeleine de Valois (10 août 1520 – 7 juillet 1537)              | 1537        | Jacques V         | Fille du roi de France François Ier et de Claude de France, elle épouse Jacques le 1er janvier 1537. Elle tombe malade et meurt quelques mois plus tard. Ils n'ont pas d'enfants. | Blason de Madeleine de Valois.      |
| Portrait de Marie de Guise. | Marie de Guise (22 novembre 1515 – 11 juin 1560)                 | 1538 – 1542 | Jacques V         | Fille du duc de Guise Claude de Lorraine et d'Antoinette de Bourbon, veuve de Louis d'Orléans-Longueville, elle épouse Jacques le 12 juin 1538 et elle est sacrée le 22 février 1540. Ils ont trois enfants, dont Marie. Elle assure la régence au nom de leur fille de 1554 à sa mort. | Blason de Marie de Guise.           |
| Portrait de François de Valois. | François de Valois (19 janvier 1544 – 5 décembre 1560)           | 1558 – 1560 | Marie Ire         | Fils du roi de France Henri II et de Catherine de Médicis, il épouse Marie le 24 avril 1558. Il devient roi de France l'année suivante sous le nom de François II. Ils n'ont pas d'enfants. | Blason de François de Valois.       |
| Portrait de Henry Stuart. | Henry Stuart (7 décembre 1545 – 9/10 février 1567)               | 1565 – 1567 | Marie Ire         | Fils du comte de Lennox Matthew Stewart et de Margaret Douglas, il se marie le 29 juillet 1565 avec Marie, veuve de François II. Ils ont un fils, Jacques VI et Ier. Il est assassiné par suffocation après l'explosion de son domicile dans la nuit du 9 au 10 février 1567. | Blason de Henry Stuart.             |
| Portrait de James Hepburn. | James Hepburn (vers 1534 – 14 avril 1578)                        | 1567        | Marie Ire         | Fils du comte de Bothwell Patrick Hepburn (en) et d'Agnès Sinclair, il épouse Marie le 15 mai 1567. Elle est déposée quelques semaines plus tard, le 24 juillet. Il termine sa vie prisonnier au Danemark. | Blason de James Hepburn.            |
| Portrait d'Anne de Danemark. | Anne de Danemark (12 décembre 1574 – 2 mars 1619)                | 1589 – 1619 | Jacques VI et Ier | Fille du roi de Danemark Frédéric II et de Sophie de Mecklembourg-Güstrow, elle épouse Jacques le 20 août 1589 et elle est sacrée le 17 mai 1590. Elle devient également reine consort d'Angleterre en 1603. Ils ont sept enfants, dont Henri-Frédéric, Élisabeth, Charles Ier, Marie et Sophie. | Blason d'Anne de Danemark.          |
| Portrait d'Henriette-Marie de France. | Henriette-Marie de France (25 novembre 1609 – 10 septembre 1669) | 1625 – 1649 | Charles Ier       | Fille du roi de France Henri IV et de Marie de Médicis, elle épouse Charles le 13 juin 1625. Elle n'est jamais sacrée. Ils ont neuf enfants, dont Charles II, Marie-Henriette, Jacques II, Élisabeth, Henri et Henriette. Après la déposition et l'exécution de son mari, elle termine sa vie en France.                                                                                            | Blason d'Henriette-Marie de France. |
| Sous le Protectorat, l'épouse du lord-protecteur porte le titre de « lady protectress ». Il est porté de manière certaine par la femme d'Oliver Cromwell, Elizabeth Bourchier (en), de 1653 à 1658, et peut-être ensuite par Dorothy Maijor (en), femme de Richard Cromwell, en 1659. |                                                                  |             |                   | |                                     |
| Portrait de Catherine de Bragance. | Catherine de Bragance (25 novembre 1638 – 31 décembre 1705)      | 1662 – 1685 | Charles II        | Fille du roi de Portugal Jean IV et de Louise-Françoise de Guzmán, elle épouse Charles le 21 mai 1662, mais elle n'est jamais sacrée parce qu'elle est catholique. Ils n'ont pas d'enfants. Après la mort de son mari, elle reste quelque temps en Angleterre avant de finir sa vie au Portugal. | Blason de Catherine de Bragance.    |
| Portrait de Marie de Modène. | Marie de Modène (5 octobre 1658 – 7 mai 1718)                    | 1685 – 1688 | Jacques II        | Fille du duc de Modène Alphonse IV d'Este et de Laure Martinozzi, elle se marie le 30 septembre 1673 avec Jacques, veuf de sa première femme Anne Hyde. Elle est sacrée le même jour que son mari, le 23 avril 1685. Ils ont sept enfants, dont Jacques-François et Louise-Marie-Thérèse. Après la déposition de son mari, elle l'accompagne en exil et termine sa vie en France.                   | Blason de Marie de Modène.          |
| Portrait de Georges de Danemark. | Georges de Danemark (2 avril 1653 – 28 octobre 1708)             | 1702 – 1707 | Anne              | Fille du roi de Danemark Frédéric III et de Sophie-Amélie de Brunswick-Calenberg, il épouse Anne le 28 juillet 1683. De leurs enfants, seul Guillaume survit à la petite enfance. Il est le dernier prince consort d'Écosse et d'Angleterre, ces royaumes étant remplacés par celui de Grande-Bretagne par les Actes d'Union de 1707.                                                               | Blason de Georges de Danemark.      |